# In giro per la giungla
In giro per la giungla (Jungle Junction) è una serie animata prodotta da Spider Eye Productions e distribuita in tutto il mondo da Playhouse Disney. La serie parla di un gruppo di particolari animali-veicoli e delle loro avventure nella giungla. Ognuno di loro ha un proprio lavoro.

## Personaggi
- Scattina (Zooter): è una porcellina-moto che ama "sprintare" e mettere alla prova le sue abilità. Non si ferma davanti a niente, e il suo migliore amico è Elecamion. Lei consegna i messaggi.
- Elecamion (Ellyvan): come suggerisce il nome, è un camion-elefante blu, il migliore amico di Scattina, certe volte si mostra un po' irresponsabile, ma mostra un particolare senso di protezione per gli amici. Lui è responsabile dei trasporti e delle consegne di oggetti. Viene chiamato semplicemente Elly.
- Saltavia (Bungo): è un coniglio, amico di Elecamion e di Scattina, che mette i segnali di pericolo nella giungla.
- Ruspo (Dozer): è un misto fra una ruspa e un toro ed è colui che si occupa della manutenzione stradale.
- Drillo (Crocker): è il coccodrillo pompiere e meteorologo della giungla. Di solito non ci sono incendi, ma si occupa di salvare gli abitanti della giungla.
- Carla: è una koala che gestisce il negozio di frutta accanto al bar.
- Scheggia (Toadhog): è l'addetto al mulino, ha la forma di una rana ed ha un carattere piuttosto scorbutico.
- Miss Jolly: è una zebra, ed è l'insegnante dei maggiolini. Dà spesso consigli a Scattina e ai suoi amici.
- Ippobus (Hippobus): è un ippopotamo-autobus giallo. Trasporta gli altri animali nei lunghi spostamenti.
- Granchiotaxi (Taxicrab): nonostante il nome, questo granchio gestisce il bar "Succo di stelle" della rotonda.
- Lampo (Lance): è il medico della giungla ed è un rinoceronte viola.
- Bobby: è il poliziotto tucano della giungla. Ha anche mansioni da vigile urbano.
- I maggiolini (The Beetlebugs): hanno tutti 5 anni e sono gli alunni di Miss Jolly; sono molto carini e simpatici e adorano giocare a nascondino. La loro forma ricorda quella del Maggiolino Volkswagen. Sono cinque: Bluino (Bluey), Giallino (Goldie), Rossino (Reddie), Verdino (Greenie) e Arancino (Orangy).

## Episodi

### Stagione 1
| N°  | Titolo originale                | Titolo italiano                 |
| --- | ------------------------------- | ------------------------------- |
| 1a  | The Treasure Of Jungle Junction | Il tesoro della grande giungla  |
| 1b  | Shrinky                         | La pianta restringente          |
| 2a  | Bungo To The Rescue             | Saltavia alla riscossa          |
| 2b  | Pinky Picnic                    | Picnic rosa                     |
| 3a  | Nothing To Sneeze At            | Niente per cui starnutire       |
| 3b  | Firestation Hero                | Un pompiere eroico              |
| 4a  | The Big Race Around             | La grande corsa                 |
| 4b  | Zooter Loses Her Zip            | Scattina perde il suo sprint    |
| 5a  | A Mystery For Bobby             | Un mistero per Bobby            |
| 5b  | Signs Of Trouble                | Segnali e guai                  |
| 6a  | Sap Trap                        | La trappola di resina           |
| 6b  | River Race Rescue               | La gara del fiume               |
| 7a  | The Star Juggler                | Il giocoliere di stelle         |
| 7b  | Bungo's Box                     | La scatola di Saltavia          |
| 8a  | Smile Toadhog!                  | Sorridi Scheggia                |
| 8b  | Zooter's Surprise               | Una sorpresa per Scattina       |
| 9a  | A Beautiful Stink               | Una puzza meravigliosa          |
| 9b  | Prickly Pal                     | Un'amicizia spinosa             |
| 10a | Stuck!                          | Un segnale non rispettato       |
| 10b | Coco-nuts!                      | Le noci di cocco                |
| 11a | Rainy Daze                      | La grande pioggia               |
| 11b | King Ellyvan                    | Re Elecamion                    |
| 12a | The Missing Glasses             | Gli occhiali scomparsi          |
| 12b | Dozer's Daisy                   | La margherita di Ruspo          |
| 13a | The Night Before Zipsmas        | La notte di Natalsprint         |
| 13b | A Gift for Zooter               | Un regalo per Scattina          |
| 14a | Bungo The Magnificent           | Saltavia il Magnifico           |
| 14b | Thingums                        | Strani aggeggi                  |
| 15a | A Bubbly Emergency              | Emergenza bolle                 |
| 15b | Funny Fruit                     | Un frutto buffo                 |
| 16a | Muddy Zooter                    | Scattina infangata              |
| 16b | Stargazing                      | Osservando le stelle            |
| 17a | Dozer Digs                      | L'abilità di Ruspo              |
| 17b | Taxicrab's Whistle              | Il fischietto di Granchiotaxi   |
| 18a | Wheeler Ball                    | La palla matta                  |
| 18b | The Great Garden Caper          | La spariziome della super zucca |
| 19a | Follow That...Thing!            | L'oggetto misterioso            |
| 19b | The Spooky Road                 | La strada infestata             |
| 20a | Hiccup Power                    | Alimentazione a singhiozzo      |
| 20b | Fifi Frenzy                     | Le mosche fifi                  |

## Doppiaggio
| Personaggio  | Doppiatore originale | Doppiatore italiano |
| ------------ | -------------------- | ------------------- |
| Scattina     | Janet James          | Valentina Favazza   |
| Elecamion    | Billy West           | Paolo Vivio         |
| Saltavia     | Keith Wickham        | Corrado Conforti    |
| Ruspo        | Keith Wickham        | Giorgio Locuratolo  |
| Drillo       | Keith Wickham        | Roberto Certomà     |
| Carla        | Laraine Newman       | Maura Cenciarelli   |
| Scheggia     | Ron Orbach           | Franco Mannella     |
| Miss Jolly   | Amanda Symonds       | Emanuela Baroni     |
| Ippobus      | Amanda Symonds       | Graziella Porta     |
| Granchiotaxi | Jess Harnell         | Gianluca Solombrino |
| Lampo        | Dee Bradley Baker    | Davide Lepore       |
| Bobby        | Jimmy Hibbert        | Oliviero Dinelli    |